# Фил из будущего
«Фил из Будущего» (англ. Phil of the Future) — американский телесериал 2004 года, снятый Disney Channel. В России премьерный показ состоялся в феврале 2007 года на Пятом канале в закадровой многоголосой озвучке. Позже, 8 ноября 2011 года, премьера состоялась на Disney Channel Russia, только уже в дубляже от компании «НеваФильм».

## Сюжет
| Сезон | Сезон | Эпизоды | Первоначальний эфир | Первоначальний эфир |
| Сезон | Сезон | Эпизоды | Премьера сезона     | Финал сезона        |
| ----- | ----- | ------- | ------------------- | ------------------- |
|       | 1     | 21      | 18 июня 2004        | 8 апреля 2005       |
|       | 2     | 22      | 25 июня 2005        | 19 августа 2006     |

На первый взгляд, Фил — обычный подросток. Но на самом деле он прибыл из далекого будущего: вместе со своей семьей он попал в Пикфорд (Калифорния) из 2121 года! Когда они путешествовали сквозь время, корабль сломался, и им пришлось совершить экстренную посадку в нашем времени.
Приключения Фила и его семьи поистине невероятны, ведь в руках у них разнообразные фантастические приборы из будущего. Они позволяют, к примеру, делаться невидимыми, дают возможность уменьшаться в размерах или даже изменять свой внешний вид или меняться телами… В XXI веке у Фила начинается классная жизнь, интересная и увлекательная, но это — не его родное время. Захочет ли он вернуться назад в будущее?

## В ролях

### Главные герои
- Филлип «Фил» Руперт Диффи (Рики Уллман) (родился в июле 2107 года) — главный протагонист сериала. Он учится в 9-м (1 сезон) / 10-м (2 сезон) классе в Средней школе им. Герберта Уэллса. Он, кажется, единственный «в теме» с тем, как обстоят дела в этом веке. Филу иногда приходится врать, чтобы скрыть тот факт, что он из будущего. Он лучший друг Килли Теслоу и в конечном счете влюбляется в неё. Фил на два года старше Пим, ей 14-15 лет. Из-за неё он часто попадает в сложные ситуации из которых еле выбирается.
- Килли Теслоу (Элисон Мичалка) (родилась в июне 1990 года) — лучшая подруга Фила, а позже его девушка. Она знает, что Фил и его семья из будущего. Килли энергичная и весёлая девушка, мечтающая стать репортёром. Она начинает проявлять романтические чувства к Филу во 2 сезоне сериала. Она иногда использует устройства Фила из будущего, которые помогают ей делать домашнее задание без забот и проблем. Девушка интересна, прежде всего, умением показать свои причёски и яркую модную одежду. В более поздних эпизодах сериала она ведёт свою собственную программу школьных новостей. В эпизоде «The Giggle» («Хихиканье»), с помощью устройства Фила, заглядывает в будущее и узнает, что действительно становится успешным репортером новостей. Также Килли замечает, что на её пальце надето обручальное кольцо, но специально упускает шанс увидеть своего будущего мужа. В финальном эпизоде Килли и Фил, наконец-то, объясняются друг другу в чувствах и начинают встречаться, после того, как школа объявила их «Самой симпатичной парой». Однако, вскоре после того, как они начали встречаться, Пим помогает Лойду починить их машину времени. Килли просит Фила ждать её в будущем, с чем он соглашается. Подразумевается, что Фил и его семья вскоре возвращаются.
- Пим Диффи (Эми Брукнер) (родилась в декабре 2109 года) — младшая сестра Фила. Она на два года младше Фила и учится в седьмом (первый сезон) / восьмом (второй сезон) классе Средней школы им. Герберта Уэллса. Пим — озорная девушка, склонная к мании величия. Пим нравится смеяться над людьми. Неоднократно в сериале, она ищет пути к мировому господству. Хотя Пим часто создаёт проблемы для Фила, она заботится о своем брате, что остаётся скрытым в большинстве случаев. Её враг и лучшая подруга это Дебби. В Пим влюблён Малыш Денни, однако Пим не отвечает ему взаимностью. Денни пытается ухаживать за ней, но безуспешно.
- Ллойд Диффи (Крэйг Антон) (родился в 2074) — отец Фила и Пим, который любит «более старую музыку» и работает над восстановлением машины времени. В 2121 году он был инженером. Во время пребывания в XXI веке Ллойд и Кертис работают в хозяйственном магазине Mantis (Богомол).
- Барбара «Барб» Диффи (Лиз Симмс) (родилась в 2076) — мама Фила и Пим. Она очень интересуется тем, как вещи работают в этом столетии и любит готовить старомодным путём, однако, её еда не бывает вкусной, потому что она привыкла использовать распыляемую еду в 2121 году из банок. Перед премьерой сериала было сказано, что у неё было искусственное тело, но ни один из эпизодов никогда не подтверждал этого. Она вынуждает Пим дружить с Дебби даже при том, что Пим ненавидит Дебби.

### Второстепенные персонажи
- Кертис (Жан-Поль Ману) (родился в 30 тысячелетии до н. э.) — пещерный человек (кроманьонец, как упомянуто в эпизоде «Dinner Time» («Обеденное время»)). Диффи изо всех сил пытаются заставить Кертиса походить на нормального человека, и последний часто притворяется, что он — дядя Фила и Пим.
- Замдиректора Нил Хэкетт(Жан-Поль Ману) (родился в 1969) — заместитель директора в средней школе им. Герберта Уэллса, учитель Фила по науке, а Пим — по истории; школьный куратор Фила и Килли. Он считает, что семья Диффи — инопланетяне. Хэкетт — главный антагонист сериала, очень глуп и доверчив.
- Мисс Уинстон (Сьюзен Крулл) — учитель 2-го класса в первом сезоне (учит Фила правописанию в эпизоде «Tanner»), одна из учителей Пим в первом сезоне. Учительница с грубым характером и неприятной внешностью. Сильно недолюбливает Пим.

#### Первый сезон
- Дебби Бервик (Кей Панабэйкер) — всегда счастливая и нарядная девушка, полная противоположность Пим. Она любит все то, что её окружает, за исключением изюма и чихуахуа. Дебби живёт с бабушкой и ложится спать в 18:00, а также ведёт занятия йоги. В эпизоде «Halloween» (Хэллоуин) выясняется что она — опасный дефектный «киборг счастья», посланный в 2005 год. В конце эпизода превращается в чёрную шоколадную массу.
- Брэдли Бенджамин Фармер (Рори Тост) — конкурент Пим в первом сезоне. Он встречался с Дебби, но Пим разлучила их, и он стал страстно увлеченным Пим. Брэдли довольно неприятный человек.
- Лана с шейным бандажом (Neckbrace Lana) (Карли Уэстерман) — ведущая школьных новостей в первом сезоне и одноклассница Пим.
- Тиа (Бренда Сонг) — одноклассница и лучшая подруга Килли, известная, модная и дружелюбная девушка, соседка Фила.
- Сет Уосмер (Эван Питерс) — занудный друг Фила, Килли и Тиа. Увлечен поиском чипсов, похожих на форму головы американских президентов.

#### Второй сезон
- Кандида (Спенсер Лок) — одноклассница Пим, одна из «глянцевых зомби». Придумала для Пим прозвище «Пончик», указывая на её полноту и начало слова пончик в оригинале «pim-ple». Всячески издевается над ней.
- «Малыш Денни» Докинз (Брендон Майкл Смит) — поклонник Пим, всегда участвующий в её шалостях. Дэнни Докинз влюблен в Пим, и старается делать все, чтобы ей угодить, но Пим не замечает его.
- Джоэл Мессершмит (Джоэл Брукс) — учитель Фила и Кили по истории, и учитель Пим по географии всегда дающий ученикам сложные задания, которые нельзя выполнить. Школьный куратор Пим. У него есть сестра Беттина (также играемая Бруксом) и племянник Натан (Джош Флиттер). Все они имеют одинаковые усы. Кроме того, родители Мессершмита были акробатами. Мессершмит обожает перед тестами разговаривать метафорами, после чего произносит фразу: «Ваш тест начался, когда я сказал…» после чего следует цитата из ранее сказанного им.
- Оливия («Вия») (Джульетта Холлиет-Роуз) — девушка из Великобритании, переехавшая из-за отца-военного, подруга Кили. В эпизоде «Get Ready To Go-Go» Вия пошла на танцы вместе с Филом.
- Оуэн (Майкл Митчелл) — не очень умный друг Фила. Пытается ухаживать за девушками (но безуспешно).
- учитель Энгст (Кевин Уэст) — учитель Пим по биологии. Он очень любит и заботится о талисмане школы — крысе Харви. В эпизоде «Versa Day» именно он выбрал Пим капитаном научного кружка.